# The Hollars
The Hollars es una comedia dramática estadounidense de 2016, dirigida por John Krasinski y escrita por James C. Strouse. La película cuenta con un reparto coral que incluye a Krasinski, Sharlto Copley, Charlie Day, Richard Jenkins, Anna Kendrick y Margo Martindale. La película se estrenó mundialmente el 24 de enero de 2016, en el  Festival de Cine de Sundance, y fue publicada el 26 de agosto de 2016 por Sony Pictures Classics.

## Argumento
Viviendo en la ciudad de Nueva York, el novelista gráfico John Hollar se entera de que su madre, Sally es diagnosticada con un tumor cerebral, por lo que decide regresar a su ciudad natal y unirse a su hermano Ron, y a su padre Don para acompañarla. Su médico tratante, el Dr. Fong les dice que el tumor está planificado para ser removido más tarde durante la semana. John también enfrenta el nacimiento de su primer hijo con su novia Rebecca, la cual confiesa más tarde que espera gemelos. Por otro lado, Ron espía a su exesposa Stacey, con la cual tuvo dos hijas, y de la que se divorció hace años, misma que se volvió a casar con el Reverendo Dan. Mientras tanto, John se reencuentra con  Jason, su excompañero de colegio y actual enfermero de su madre, quien se casó con su exnovia Gwen. John sospecha que Gwen aún tiene sentimientos por él, y que solo se casó con Jason porque estaban esperando un bebé.
Don se ve forzado a trabajar en la tienda de vinos para sostener su decadente negocio de servicios de fontanería. Por la noche, Ron se cuela en el interior de la casa de Stacey a través de la ventana para ver a sus dos hijas, pero posteriormente es arrestado por la policía cuando Stacey lo descubre, sin embargo, es inmediatamente liberado cuando el Reverendo Dan comprende que su actitud no se debe a un divorcio "no superado", sino por el amor que siente por sus hijas. Un día antes de la operación, John y Sally se escapan del hospital para disfrutar de su última comida. Al día siguiente, los doctores exitosamente extirpan el tumor, pero más tarde, mientras se hallaba recuperando en la clínica, Sally muere mientras Don estaba a su lado. Jason, le entrega a Don una carta que Sally escribió antes de su muerte. Posteriormente, el Reverendo Dan une en matrimonio a John y a Rebecca, y más tarde, en medio del funeral de su madre, John, Ron y Don llevan apresurados a Rebecca al hospital ya que había entrado en labor de parto.

## Reparto
- Sharlto Copley como Ron Hollar.
- Charlie Day como Jason.
- Josh Groban como Reverendo Dan.
- Richard Jenkins como Don Hollar.
- Anna Kendrick como Rebecca.
- John Krasinski como John Hollar.
- Margo Martindale como Sally Hollar.
- Mary Elizabeth Winstead como Gwen.
- Randall Park como Dr. Fong
- Ashley Dyke como Stacey.
- Mary Kay Place como Pam.
- Tonea Stewart como Latisha.

## Producción
El 5 de mayo de 2014, se anunció que John Krasinski dirigiría la película, con la participación actoral de Anna Kendrick, Margo Martindale, Richard Jenkins y él mismo. La producción y el rodaje iniciaron el 15 de julio de 2014, y acabaron el 15 de agosto del mismo año. La película se rodó en diversos escenarios de Misisipi, incluyendo Brookhaven, Jackson y Canton. Según Krasinski, la edición culminó el 16 de enero de 2015. Josh Ritter compuso la banda sonora de la película.

## Lanzamiento
The Hollars fue estrenada el 24 de enero de 2016, en el Festival de Cine de Sundance. El 29 de enero de 2016, Sony Pictures Classics adquirió todos los derechos de lanzamiento para Estados Unidos y Asia. La película fue lanzada el 26 de agosto de 2016 por Sony Pictures Classics.

## Recepción

### Respuesta crítica
En la revisión del sitio web Rotten Tomatoes, la película obtuvo un índice de aprobación del 46%, basada en 90 opiniones, con una puntuación promedio de 5,39/10. El consenso crítico del sitio indica textualmente que "The Hollars reúne un conjunto impresionante de talentosas estrellas; desafortunadamente, es todo en función de una historia, cuya trama ha sido efectiva para un sinnúmero de dramas independientes."
Metacritic da a la película una puntuación de 53/100, basada en 27 críticas de reseñas promedio u opuestas.

### Premios
| Premio             | Categoría                     | Candidato     | Resultado | Ref.   |
| ------------------ | ----------------------------- | ------------- | --------- | ------ |
| Teen Choice Awards | Actriz de Película Anticipada | Anna Kendrick | Nominada  | [ 14 ] |